# HD 101883
HD 101883，又名CD-36 7371，SAO 202744、HR 4508，是一颗恒星，视星等为5.98，位于銀經288.2，銀緯23.73，其B1900.0坐标为赤經11h 38m 28.3s，赤緯-36° 23.73′ 4″。